# Encordoamento

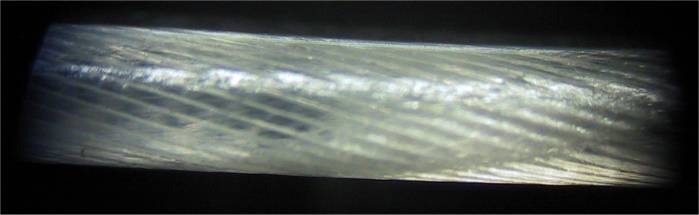
Vista em foco em uma corda de uma raquete

Em tênis encordoamento é o conjunto de cordas que compõem uma raquete de tênis. As cordas podem ser de uma infinidade de materiais, de naturais a sintéticos e possui muitas variâncias de tensões, larguras, para varias aspectos e eficiência.